# Michael Rich
Michael Rich (Freiburg im Breisgau, 29 september 1969) is een voormalig Duits wielrenner.

## Loopbaan
De in Freiburg im Breisgau geboren Rich is vooral bekend als tijdrijder. Zijn eerste grote zege behaalde hij tijdens de Olympische Spelen van Barcelona, toen hij goud veroverde op de 100 km ploegentijdrit. Als prof werd hij driemaal (2000, 2002 en 2004) tweede en eenmaal derde 2003 tijdens het wereldkampioenschap tijdrijden en ook viermaal nationaal kampioen in die discipline. Ook won hij twee keer de Grote Landenprijs en samen met zijn land- en teamgenoot Uwe Peschel de Grote Prijs Eddy Merckx. Dankzij zijn goede tijdritcapaciteiten rijdt hij ook regelmatig goede uitslagen in etappewedstrijden. Zo won hij drie keer de Ronde van Beieren en één keer de Ronde van de Somme.
Rich reed lange tijd bij Team Gerolsteiner.

## Belangrijkste overwinningen
1994
- 4e etappe deel A Regio Tour

1999
- 3e etappe deel B Regio Tour

2000
- Duits kampioen individuele tijdrit, Elite
- EnBW Grand Prix (met Torsten Schmidt)

2001
- 1e etappe deel A Ronde van Nedersaksen

2002
- 4e etappe deel B Ronde van Nedersaksen
- 2e etappe Ronde van Beieren
- Eindklassement Ronde van Beieren
- 4e etappe Ronde van Duitsland
- Karlsruher Versicherungs-Grand-Prix (met Uwe Peschel)

2003
- Duits kampioen individuele tijdrit, Elite
- 1e etappe deel A Ronde van Nedersaksen
- GP des Nations
- Eindklassement Ronde van Beieren
- Karlsruher Versicherungs-Grand-Prix (met Sebastian Lang)

2004
- Duits kampioen individuele tijdrit, Elite

2005
- Duits kampioen individuele tijdrit, Elite
- Protour ploegentijdrit (met Sven Krauss, Sebastian Lang, Torsten Schmidt, Uwe Peschel en Markus Fothen)
- Eindklassement Ronde van Rijnland-Palts
- 2e etappe Ster Elektrotoer
- Eindklassement Ronde van Beieren

## Resultaten in voornaamste wedstrijden
| Jaar | Ronde van Italië | Ronde van Frankrijk | Ronde van Spanje |
| ---- | ---------------- | ------------------- | ---------------- |
| 1997 |                  |                     |                  |
| 1998 |                  |                     | 92e              |
| 1999 |                  |                     |                  |
| 2000 |                  |                     |                  |
| 2003 |                  | opgave              |                  |
| 2004 |                  |                     |                  |
| 2005 |                  | 130e                |                  |

| Jaar | Gent-Wevelgem | Parijs-Roubaix | Cyclassics Hamburg |
| ---- | ------------- | -------------- | ------------------ |
| 1997 | 107e          |                | 4e                 |
| 1998 | 115e          | 14e            | 7e                 |
| 1999 | 61e           | 66e            | 62e                |
| 2000 |               |                | 121e               |
| 2003 |               |                |                    |
| 2004 |               | 72e            |                    |
| 2005 |               |                |                    |

1960: Trapè, Bailetti, Cogliati, Fornoni ·
1964: Zoet, Dolman, Karstens, Pieterse ·
1968: Zoetemelk, Den Hertog, Krekels, Pijnen ·
1972: Jardi, Komnatov, Lichatsjov, Sjoekov ·
1976: Tsjoekanov, Tsjaplygin, Kaminski, Pikkuus ·
1980: Kasjirin, Logvin, Sjelpakov, Jarkin ·
1984: Bartalini, Giovannetti, Poli, Vandelli ·
1988: Ampler, Kummer, Landsmann, Schur ·
1992: Dittert, Meyer, Peschel, Rich
Wielerploegen van Michael Rich
Aldag ·
Audehm ·
Bölts ·
Dietz ·
Gröne ·
Hanegraaf ·
Henn ·
Heppner ·
Holm ·
Krieger · 
Kummer ·
Ludwig ·
Merckx ·
Raab ·
van Orsouw ·
Werner ·
Wesemann ·
Zabel ·
Lehmann (stagiair) ·
Rich (stagiair) ·
Ullrich (stagiair)
Buschor · Calcaterra · Canzonieri · Casagrande · Cipollini · Di Basco · Donati · Fagnini · Faverio · Fidanza · Fornaciari · Frigo · Furlan · Gotti · Lelli · Martinello · Mazzoleni · Moos · Mori · Petito · Rich · Rodríguez · Salmerón · Sánchez · Scirea
Buschor · Calcaterra · Cipollini · Commesso · Donati · Fagnini · Faverio · Fornaciari · Frigo · Gotti · Kokorine · Mazzoleni · Moos · Mori · Morscher · Padrnos · Petito · Piepoli · Rich · Savoldelli · Scirea · China (stagiair) · Guerra (stagiair) · Pugaci (stagiair)
Branko ·
De Meester ·
Gritsoen ·
Haas ·
Haselbacher ·
Henrix · 
Ludewig ·  
McGrory ·
Mühlbacher · 
Ordowski ·
Peschel ·
Rich · 
Sauerborn ·
Teutenberg · 
Sjantir ·
Walzer ·
Trampusch (stagiair) ·
Wrolich (stagiair) 
Branko ·
Gaute Hølestøl ·
Gritsoen ·
Hardter ·
Haselbacher ·
McGrory ·
Mühlbacher · 
Ordowski ·
Peschel ·
Pollack ·  
Rich · 
Sauerborn ·
Schmidt ·
Steinhauser · 
Teutenberg · 
Walzer ·
Wrolich
Hardter ·
Haselbacher ·
Hempel ·
van Kessel ·
Morini ·
Mühlbacher · 
Ordowski ·
Peschel ·
Pollack ·  
Rich · 
Ruškys ·
Sauerborn ·
Schmidt ·
Scholz ·
Steinhauser · 
Strauss ·
Totschnig ·
Weigold · 
Wrolich
Betz ·
Contrini ·
Faresin ·
Hardter ·
Haselbacher ·
Lang ·
Larsen · 
Morini ·
Ordowski ·
Peschel ·
Pollack ·  
Rastelli ·
Rebellin ·
Rich · 
Ruškys ·
Schmidt ·
Scholz ·
Steinhauser · 
Strauss ·
Totschnig ·
Wegmann ·
Weigold · 
Wrolich ·
Krauß (stagiair) 
Bölts ·
Contrini ·
Faresin ·
Förster ·
Hardter ·
Haselbacher ·
Krauß ·
Lang ·
Nitsche · 
Ordowski ·
Peschel ·
Pollack ·  
Rastelli ·
Rebellin ·
Rich · 
Schmidt ·
Scholz · 
Strauss ·
Totschnig ·
Trampusch ·
Wegmann ·
Weigold · 
Wrolich ·
Zberg ·
Russ (stagiair)
Faresin ·
Förster ·
Fothen ·
Hardter ·
Haselbacher ·
Hondo ·
Krauß ·
Lang ·
Montgomery ·
Ordowski ·
Peschel ·
Pollack ·  
Rebellin ·
Rich · 
Schmidt ·
Scholz · 
Serpellini ·
Strauss ·
Totschnig ·
Wegmann ·
Wrolich ·
B. Zberg ·
M. Zberg ·
Ziegler ·
Russ (stagiair)
Förster ·
Fothen ·
Haselbacher ·
Høj ·
Hondo (tot 14/04) ·
Krauß ·
Lang ·
Leipheimer ·  
Moletta ·  
Montgomery ·
Ordowski ·
Peschel ·
Rebellin ·
Rich · 
Russ ·  
Schmidt ·
Scholz · 
Serpellini ·
Strauss ·
Totschnig ·
Wegmann ·
Wrolich ·
B. Zberg ·
M. Zberg ·
Ziegler ·
Haussler (stagiair) ·
Martin (stagiair) ·
Meschenmoser (stagiair) ·
Muck (stagiair) 
Förster ·
M. Fothen ·
T. Fothen ·
Haselbacher ·
Haussler ·
Hiekmann ·
Høj ·
Kopp ·
Krauß ·
Lang ·
Leipheimer ·  
Moletta ·  
Montgomery ·
Ordowski ·
Rebellin ·
Rich · 
Russ ·  
Scholz · 
Schumacher · 
Strauss ·
Totschnig ·
Wegmann ·
Wrolich ·
B. Zberg ·
M. Zberg ·
Fröhlinger (stagiair) ·
Keinath (stagiair) 
- Gemeinsame Normdatei: 1012717097
- Virtual International Authority File: 171514508
- WorldCat: E39PBJrrvmCRHKbK4yvjXQ6HYP